# Dendropsophus bipunctatus
Dendropsophus bipunctatus är en groddjursart som först beskrevs av Johann Baptist von Spix 1824.  Dendropsophus bipunctatus ingår i släktet Dendropsophus och familjen lövgrodor. IUCN kategoriserar arten globalt som livskraftig. Inga underarter finns listade i Catalogue of Life.